# Jozef Kontír
Jozef Kontír (* 21. května 1945, Sečovce) je bývalý slovenský fotbalový brankář.

## Fotbalová kariéra
V československé lize hrál za Slovan Bratislava a Tatran Prešov. Nastoupil v 6 ligových utkáních. Se Slovanem skončil v československé lize v letech 1968 a 1969 na druhém místě. V Poháru vítězů pohárů nastoupil v roce 1968 proti jugoslávskému FK Bor a podílel se tak i na zisku Poháru vítězů pohárů.

## Ligová bilance
| Ročník                                   | Zápasy | Góly | Klub              |
| ---------------------------------------- | ------ | ---- | ----------------- |
| 1. československá fotbalová liga 1967/68 | 1      | 0    | Slovan Bratislava |
| 1. československá fotbalová liga 1969/70 | 1      | 0    | Tatran Prešov     |
| 1. československá fotbalová liga 1971/72 | 3      | 0    | Tatran Prešov     |
| 1. československá fotbalová liga 1972/73 | 1      | 0    | Tatran Prešov     |
| CELKEM                                   | 6      | 0    |                   |